# Protogygia epipsilioides
Protogygia epipsilioides är en fjärilsart som beskrevs av Barnes och Benjamin 1926. Protogygia epipsilioides ingår i släktet Protogygia och familjen nattflyn. Inga underarter finns listade i Catalogue of Life.